# Philautus longicrus
Philautus longicrus é uma espécie de anfíbio da família Rhacophoridae.
Pode ser encontrada nos seguintes países: Indonésia, Malásia e Filipinas.
Os seus habitats naturais são: florestas subtropicais ou tropicais húmidas de baixa altitude e regiões subtropicais ou tropicais húmidas de alta altitude.
Está ameaçada por perda de habitat.